# Танас Калоянов
Танас Калоянов е гръцки комунистически деец, участник в Гражданската война.

## Биография
Калоянов е роден в село Нестрам, Костурско в 1918 година. Брат му Козма Калоянов (Калоянис) също е партизанин. Участва в комунистическото движение от 1936 година, в 1937 година става член на КПГ. В 1942 година е заловен от италианските окупационни власти и затворен в атинския затвор „Аверов“. В началото на следната 1943 година успява да се освободи и се присъединява към ЕЛАС. Служи като комисар на отряд, а по-късно и на чета. След Споразумението от Варкиза е принуден да емигрира в Югославия. През октомври 1946 година влиза в Демократичната армия на Гърция, в която служи като комисар на чета и батальон. Загива на 16 ноември 1947 година на Грамос.